# Günther Krabbenhöft
Günther Anton Krabbenhöft (* 1945 in Hildesheim) ist eine deutsche Stil-Ikone.

## Frühe Jahre
Nach eigenen Angaben wurde Krabbenhöft 1945 geboren und wuchs mit vier Geschwistern in einer ländlichen Gegend nahe Hannover auf. Nach einer Lehre als Koch arbeitete er rund 50 Jahre in diesem Beruf. Aus einer im Alter von 25 Jahren geschlossenen und zehn Jahre später – nach seinem Coming-out – geschiedenen Ehe hat er eine Tochter, die er zehn Jahre lang alleine aufzog, nach eigenen Angaben antiautoritär. Mehrere Jahre arbeitete er zudem in der Sterbebegleitung mit Aidskranken.
Seit 1968 lebt er in West-Berlin, zunächst in Moabit, seit 1986 in Kreuzberg in einer Wohngemeinschaft. Er hat zwei Enkelkinder.

## Bezeichnung als „Hipster-Opa“
Krabbenhöft besucht nach eigenen Angaben seit Februar 2015 regelmäßig diverse Clubs der Berliner Techno-Szene, wie beispielsweise Berghain, Sisyphos, Club der Visionaere oder Kater Blau, was regelmäßig zu medialer Aufmerksamkeit geführt hat, insbesondere über die Verbreitung von Selfies. 2015 wurde er in einem Artikel der Frankfurter Allgemeinen Zeitung erwähnt. Im Sommer 2015 wurde Krabbenhöft weltweit als Internetphänomen bekannt, nachdem er unter anderem im Juli an der Berliner Admiralbrücke und wenig später am Kottbusser Tor in der Berliner U-Bahn fotografiert worden war und sich die Fotos daraufhin in Sozialen Netzwerken verbreiteten. Die Zeitschrift Cosmopolitan berichtete darüber, lobte Krabbenhöfts betont eleganten Kleidungsstil und nannte ihn einen „fashionable grandpa“. Daraufhin berichteten Publikationen aus dem In- und Ausland über ihn als vermeintlich „ältesten Hipster Berlins“, „Hipster-Rentner vom Kotti“ oder „Berlins coolsten Opa“. Die Huffington Post nannte ihn „officially the world’s most fashionable grandpa“.
Krabbenhöft wird von einer Berliner Werbeagentur als Model vermarktet. Zu seinen Markenzeichen gehören unter anderem eine Melone und eine Weste.

## Auszeichnungen
- 2015: Street Fashion Pluck Award, verliehen vom VDMD – Netzwerk deutscher Mode- und Textildesigner e. V.[13]